# إرنست تي ديكسون جونيور
إرنست تي ديكسون جونيور (بالإنجليزية: Ernest T. Dixon, Jr.) هو قسيس أمريكي، ولد في 1922، وتوفي في 29 يونيو 1996.